# Ammonite (film)
Pour les articles homonymes, voir Ammonite.
Pour plus de détails, voir Fiche technique et Distribution.
Ammonite est un film britannique réalisée par Francis Lee et sorti en 2020,,.
Le film est présenté au festival international du film de Toronto 2020.

## Synopsis
Dans les années 1840 en Angleterre, à Lyme, sur la côte du Dorset, Mary Anning, spécialiste des fossiles, et une jeune femme en convalescence au bord de mer développent une relation amoureuse. L'une est pauvre, discrète, sérieuse, l'autre riche, enjouée, coquette. Toutes deux se passionnent pour les fossiles qu'elles trouvent sur la plage au prix d'un travail exaltant et harassant. L'amour, la sensualité les rapprochent en dépit de la différence sociale qui les sépare.

## Fiche technique
- Titre original : Ammonite
- Réalisation : Francis Lee
- Scénario : Francis Lee
- Photographie : Stéphane Fontaine
- Montage : Chris Wyatt
- Costumes : Michael O'Connor
- Décors : Sophie Hervieu
- Musique : Dustin O'Halloran et Hauschka
- Production : Iain Canning, Fodhla Cronin O'Reilly, Emile Sherman
- Sociétés de production : See-Saw Films, BBC Films, Neon
- Sociétés de distribution : Stage 6 Films, Sony Pictures Entertainment
- Budget : environ 10 millions £ (13 millions de $)[4]
- Pays de production :  Royaume-Uni
- Langue originale : anglais
- Genre : drame, romance, biographique
- Durée : 118 minutes
- Dates de sortie : 
  - Canada : 11 septembre 2020 (Festival international du film de Toronto 2020)
  - France : 7 octobre 2020 (Festival international du film de Saint-Jean-de-Luz)[5],[6] ; 7 juillet 2021 (diffusion sur Canal+)[7] ; 5 octobre 2021[8] (sortie DVD)
  - Royaume-Uni : 26 mars 2021
- Classification : 
  - Royaume-Uni : interdit aux moins de 15 ans[9]
  - France : tous publics (DVD), déconseillé aux moins de 12 ans (TV)

## Distribution
- Kate Winslet (VQ : Valérie Gagné) : Mary Anning
- Saoirse Ronan (VQ : Lauriane S. Thibodeau) : Charlotte Murchison (en)
- Fiona Shaw (VQ : Élise Bertrand) : Elizabeth Philpot
- Gemma Jones : Molly Anning
- Claire Rushbrook : Eleanor Butters
- James McArdle (en) (VQ : Martin Watier) : Roderick Murchison
- Alec Secăreanu (VQ : François-Simon Poirier) : Dr Lieberson

 Source et légende : version québécoise (VQ) sur Doublage.qc.ca
Note : le doublage québécois a été conservé lors de sa diffusion télévisée en France.

## Réception

### Accueil
Le film connaît un succès d'estime à sa sortie. L'accueil critique dans les pays anglophones est positif avec un taux d'approbation de 69% sur le site Rotten Tomatoes, sur la base de 242 commentaires collectés et un score de 72/100 sur le site Metacritic pour 41 critiques collectées et une mention « Avis généralement positifs ».

### Polémique et réalité historique
Le film ne prétend pas être autre chose qu'une fiction, et ne se présente pas comme une biographie, mais beaucoup de personnes ont mal réagi au fait de montrer les protagonistes, interprétées par Kate Winslet et Saoirse Ronan, respectivement Mary Anning (paléontologue reconnue par la communauté scientifique de l'époque) et  Charlotte Murchison (en) (géologue réputée qui a formé son mari, Roderick Murchison, à la géologie) comme homosexuelles et entamant des relations lesbiennes, en tant qu'élément majeur du film, alors qu'il n'existe pas de preuve de leur orientation sexuelle dans la vraie vie. Ces critiques ont estimé que la description du personnage d'Anning portait atteinte à sa figure enfin reconnue pour son implication majeure dans la paléontologie, après des décennies de manque de reconnaissance.
La direction artistique du film a réagi à la polémique en expliquant avoir choisi cette approche et pris cette liberté parce que l'absence de relations hétérosexuelles connues dans la vie de Mary Anning peut être interprétée comme résultant d'une orientation saphique avec la possibilité réelle qu'elle ait eu réellement des relations avec des femmes. 
Le film dépeint aussi Charlotte Murchison (en) comme étant 10 à 15 ans plus jeune qu'Anning, alors qu'en réalité elle avait 11 ans de plus qu'elle, ce qui contribue à rendre peu crédible la représentation imaginée de la relation des deux personnages. Il convient aussi de noter que Elizabeth Philpot (incarnée par Fiona Shaw), figure également réelle et importante de la paléontologie, dont le rôle et la présence dans le film est secondaire, est aussi représentée comme ayant eu également dans le film une relation amoureuse avec Anning avant Charlotte, à la mort de son père, Richard Anning. Or lorsqu'Elizabeth et Mary Anning se sont rencontrées pour la première fois, cette dernière était encore enfant, avec une différence d'âge de presque 20 ans. La relation entre Roderick Murchison, géologue notable qui a aussi existé, et Charlotte, bien que peu présente à l'écran, semble avoir été conjugale, paisible et sans problèmes connus en l'état des connaissances actuelles, mais aussi sans enfants contrairement à ce que le film présente. Dans le film, l'état dépressif initial de Charlotte est attribué à sa volonté contrariée d'avoir un second enfant avec son mari, qui n'en veut pas.
Deux des descendants éloignés de la parentèle d'Anning encore vivants, avaient des vues différentes sur la décision de la représenter comme lesbienne : Lorraine Anning n'y voyait pas d'inconvénient alors que Barbara Anning critiquait ouvertement le choix.
L'argument supposant qu'une personne dont on ne connaît pas l'orientation sexuelle puisse être possiblement homosexuelle, a été critiqué y compris dans des revues spécialisées. Un article du quotidien britannique The Guardian précise que « personne ne sait si Mary Anning avait des amants. Ce que ce nouveau film dépeint, c'est le rôle vital que les femmes ont joué dans sa vie ».
Francis Lee a défendu son choix en déclarant dans une série de tweets que « Après avoir vu l'histoire des homosexuels régulièrement réhabilitée dans toute la culture, et ayant un personnage historique sans aucune preuve d'une relation hétérosexuelle, n'est-il pas permis de voir cette personne dans un autre contexte ? Ces rédacteurs de journaux auraient-ils ressenti le besoin de faire des citations non fondées d'experts autoproclamés si la sexualité du personnage avait été supposée être hétérosexuelle ? ».

## Distinctions

### Récompenses
- 2020 : Silver Medallion Award pour Kate Winslet au Festival du film de Telluride[20]
- 2020 : Prix de la Science au Cinéma au Festival international du film de San Francisco[21]
- 2021 : Prix du meilleur couple à l'écran pour Kate Winslet et Saoirse Ronan et Prix de la femme invisible au Women Film Critics Circle[22]
- 2021 : Prix des meilleurs costumes aux Prix du cinéma européen 2021

### Nominations
- 2020 : Label Cannes au Festival de Cannes 2020[1]
- 2020 : sélection en section Gala Presentations au Festival international du film de Toronto 2020
- 2020 : Festival international du film de Saint-Jean-de-Luz[5]
- 2020 : sélection en section L'heure de la Croisette au Festival du cinéma américain de Deauville 2020[2],[3]
- 2021 : Meilleurs costumes aux BAFTA Awards